# 訥爾吉善
訥爾吉善（？—？），字樸菴，赫舍里氏，河南驻防满洲镶红旗人。道光庚子举人，乙巳翻译进士。后官孝陵礼部员外郎。

## 家庭及关联
- 父廣志；
- 弟福佑，佐领；
- 侄子森卉，同治癸酉举人。